# Jürgen Presser
Jürgen Presser (* 7. Februar 1950 in Neunkirchen) ist ein deutscher Politiker (CDU).
Nach dem Abitur 1968 meldete sich Presser freiwillig zum Wehrdienst und wurde Soldat auf Zeit. Anschließend studierte er Betriebswirtschaftslehre und war in der Versicherungswirtschaft tätig. Zuletzt war er Geschäftsstellenleiter der Saarland Versicherung.
Der CDU gehört Presser seit 1972 an. In den Jahren 1974 bis 1979 war er Mitglied im Kreistag Neunkirchen. Seit 1990 ist er saarländischer Landesvorsitzender der Mittelstands- und Wirtschaftsvereinigung der CDU/CSU (MIT), seit 1997 außerdem deren stellvertretender Bundesvorsitzender. In den Landtag des Saarlandes konnte Presser 1994 für Klaus Töpfer nachrücken, der sein Mandat nicht annahm. Nach insgesamt zwei Legislaturperioden verfehlte er bei der Wahl 2004 den erneuten Einzug ins Parlament.
Ehrenamtlich engagierte sich Presser von 1997 bis 2008 als Vorsitzender des Fördervereins der Saarländischen Meister- und Technikerschule. Er wurde dafür mit der goldenen Ehrennadel der Handwerkskammer des Saarlandes ausgezeichnet.